# Guerino Capretti
Guerino „Rino“ Capretti (* 5. Februar 1982 in Maddaloni, Italien) ist ein ehemaliger italienisch-deutscher Fußballspieler und heutiger -trainer. Er ist aktuell Cheftrainer des VfB Lübeck.

## Spielerkarriere
Capretti wurde im italienischen Maddaloni nahe Neapel geboren. Der Innenverteidiger begann seine Karriere in der Jugend des FC Gütersloh und wechselte später zum SC Paderborn 07. Im Jahre 2000 rückte Capretti in den Kader der zweiten Mannschaft auf, die gerade in die Landesliga aufgestiegen war. Zwei Jahre später stieg er mit der Paderborner Reserve in die Verbandsliga Westfalen auf. Gleichzeitig rückte Capretti in den Kader der seinerzeit in der drittklassigen Regionalliga Nord spielenden ersten Mannschaft auf. Dort kam er allerdings in zwei Jahren nur auf vier Einsätze. Daraufhin wechselte Capretti 2004 zum Oberligisten FC Gütersloh 2000.
Ein Jahr später wechselte er zum Delbrücker SC, der gerade in die Oberliga aufgestiegen war. Mit den Delbrückern erreichte Capretti 2006 das Endspiel um den Westfalenpokal, welches gegen Westfalia Herne verloren wurde. Dennoch qualifizierte sich der Delbrücker SC für den DFB-Pokal 2006/07, wo die Mannschaft in der ersten Runde auf den SC Freiburg traf. Capretti erzielte bei der 2:4-Niederlage ein Tor. 2008 schaffte Capretti mit den Delbrückern die Qualifikation für die neugeschaffene NRW-Liga. Allerdings wechselte er zum Regionalligisten Preußen Münster.
Im Jahre 2010 kehrte Capretti nach Ostwestfalen zurück und schloss sich dem SC Verl an, für den er fünf Jahre lang aktiv war. Anschließend wechselte er als Spielertrainer zurück zum Delbrücker SC in die Westfalenliga. Seit 2017 lässt er seine Spielerkarriere beim Delbrücker Amateurverein Blau-Weiß Ostenland ausklingen, mit dem er 2020 in die Bezirksliga aufstieg.

## Trainerkarriere
Als Spielertrainer wirkte Guerino Capretti von 2015 bis 2017 beim Westfalenligisten Delbrücker SC. Mit den Delbrückern wurde er 2016 Vizemeister der Westfalenliga 1 und verpasste nach einer 1:4-Niederlage im Entscheidungsspiel gegen den 1. FC Kaan-Marienborn den Aufstieg in die Oberliga Westfalen. Ebenfalls 2016 erreichte er mit seiner Mannschaft das Halbfinale im Westfalenpokal, das nach Elfmeterschießen gegen die SG Wattenscheid 09 verloren wurde. Im April 2017 wechselte er als Trainer zum Regionalligisten SC Verl und wurde dort Nachfolger von Andreas Golombek. Kurioserweise spielte Capretti als Spielertrainer noch die Saison für Delbrück zu Ende.
Mit den Verlern wurde er 2020 Vizemeister der Regionalliga West. Da Meister SV Rödinghausen keine Lizenz für die 3. Liga beantragte, trafen die Verler in den Aufstiegsspielen auf den 1. FC Lokomotive Leipzig. Nach zwei Unentschieden stiegen die Verler dank der Auswärtstorregel in die 3. Liga auf. Am 5. Mai 2021 erhielt Capretti nach erfolgreichem Abschluss des Lehrganges die Fußballlehrerlizenz. Mitte Februar 2022 wurde er freigestellt, als die Mannschaft nach dem 26. Spieltag der Saison 2021/22 im Tabellenkeller einen Punkt Rückstand auf einen Nicht-Abstiegsplatz hatte.
Anfang März 2022 übernahm Capretti den Zweitligisten Dynamo Dresden als Nachfolger von Alexander Schmidt. Der Aufsteiger stand nach dem 24. Spieltag der Saison 2021/22 und zuletzt sieben sieglosen Spielen in Folge mit 26 Punkten auf dem 14. Platz und hatte einen Punkt Vorsprung auf den Abstiegsrelegationsplatz. Capretti unterschrieb einen Vertrag bis zum 30. Juni 2024, der ausschließlich für die 2. Bundesliga gültig war. Unter Capretti blieb die Mannschaft bis zum Saisonende weiter sieglos und belegte in der Rückrundentabelle den letzten Platz. In der Abschlusstabelle bedeutete dies den 16. Platz, womit man in der Relegation gegen den 1. FC Kaiserslautern antreten musste. Auch dort blieben die Dresdner mit einem 0:0 im Hinspiel sowie einer 0:2-Niederlage im Rückspiel sieglos und stiegen ein Jahr nach dem Aufstieg direkt wieder in die 3. Liga ab. Durch den Abstieg verlor der Vertrag seine Gültigkeit. Ein neuer Vertrag wurde nicht abgeschlossen, womit Capretti Dresden verließ.
Anfang Februar 2023 übernahm Capretti den Drittligisten FC Ingolstadt 04 als Nachfolger von Rüdiger Rehm. Die Mannschaft stand zu diesem Zeitpunkt nach dem 20. Spieltag der Saison 2022/23 mit 31 Punkten auf dem siebenten Platz. Der Rückstand auf den Aufstiegsrelegationsplatz betrug fünf Punkte, auf einen direkten Aufstiegsplatz sieben Punkte. Nach acht Niederlagen, einem Unentschieden und nur einem Sieg wurde Capretti Anfang April 2023 freigestellt. Die Ingolstädter waren in die untere Tabellenhälfte gerutscht und hatten nur noch sechs Punkte Vorsprung auf einen Abstiegsplatz.
Zur Saison 2024/25 übernahm Capretti den VfB Lübeck als Nachfolger von Jens Martens. Er unterschrieb beim Drittliga-Absteiger einen Vertrag bis zum 30. Juni 2026.

## Erfolge
- Aufstieg in die 3. Liga: 2020 (SC Verl)
- Schleswig-holsteinischer Pokalsieger: 2025 (VfB Lübeck)

## Privates
Guerino Capretti besuchte das Gymnasium in Harsewinkel. Bis zum Aufstieg in die 3. Liga mit dem SC Verl im Sommer 2020 arbeitete er als Vertretungslehrer für Sport, Mathematik und katholische Religion an der Geschwister-Scholl-Realschule in Gütersloh.